# Przemysław Kazienko
Przemysław Kazienko (ur. 30 grudnia 1966 w Przemyślu) – informatyk, wykładowca oraz profesor zwyczajny Politechniki Wrocławskiej. Członek Polskiego Stowarzyszenia Sztucznej Inteligencji. Twórca nazwy danologia (ang. data science). Twórca kierunku danologia na Politechnice Wrocławskiej oraz propagator analizy danych. Lider projektu „ENGINE – The European Centre for Data Science” z wizją stworzenia we Wrocławiu ekosystemu danologii. Współautor ponad 200 publikacji naukowych i promotor kilkunastu doktoratów. Informatyk, specjalizujący się w sztucznej inteligencji, profesor, wykładowca na Wydziale Informatyki i Zarządzania Politechniki Wrocławskiej. Światowej sławy ekspert w dziedzinie analizy sieci społecznych, uczenia maszynowego, sztucznej inteligencji oraz głębokiego uczenia. Specjalizuje się w analizie sieci społecznych oraz analizie emocji.

## Życiorys
Urodził się w 1966 roku w Przemyślu jako syn Emilii i Stanisława Kazienko. W roku 1991 z oceną bardzo dobrą ukończył II stopień studiów na Wydziale Informatyki i Zarządzania Politechniki Wrocławskiej uzyskując tytuł magistra inżyniera informatyki. Dziewięć lat później, w roku 2000, na tej samej uczelni otrzymał stopień doktora nauk technicznych w dziedzinie informatyki. W 2009 roku Politechnika Śląska jednomyślnie przyznała mu habilitację, a już 7 lat później, w 2016 roku, został profesorem zwyczajnym Politechniki Wrocławskiej.

## Działalność naukowa i współpraca z biznesem
Przemysław Kazienko jest liderem projektu „ENGINE – The European Centre for Data Science” z wizją stworzenia we Wrocławiu ekosystemu danologii. Kieruje również kilkudziesięcioma projektami badawczymi. Znajdują się w nich projekty europejskie i przemysłowe, m.in. z:
- British Telecom,
- Orange,
- Kruk,
- Research & Engineering Centre,
- Siemens,
- Alior Bank

Visiting professor na wielu amerykańskich i europejskich uniwersytetach, m.in.:
- University of California,
- University of Notre Dame,
- Trinity College Dublin.

Informatyk, specjalizujący się w sztucznej inteligencji, profesor, wykładowca na Wydziale Informatyki i Zarządzania Politechniki Wrocławskiej.

## Wyróżnienia
- 1996: Nagroda Dziekana Wydziału Informatyki i Zarządzania Politechniki Wrocławskiej
- 2001, 2004: Nagroda Rektora politechniki Wrocławskiej
- 2008: Złota Odznaka Politechniki Wrocławskiej
- 2008: Konferencja WSKS’08, Ateny, Grecja, Best Paper Award
- 2008: British Telecom Research Fellowship

## Dorobek naukowy
Na dorobek naukowy składa się ponad 200 artykułów naukowych, rozdziały w wielu książkach oraz trzy książki:
- Kazienko P., Bródka P.: Data warehouses. PRINTPAP, Łódź, 2011
- Kazienko P.: Associations: Discovery, Analysis and Applications. Oficyna Wydawnicza Politechniki Wrocławskiej, Wrocław, 2008.
- Kazienko P., Gwiazda K.: XML na poważnie. Helion, Gliwice 2002.